# 北海道道850号瑞生下士別線
北海道道850号瑞生下士別線（ほっかいどうどう850ごう ずいしょうしもしべつせん）は、北海道名寄市と士別市を結ぶ一般道道（北海道道）である。

## 概要

### 路線データ
- 起点：北海道名寄市風連町瑞生（ 北海道道729号朱鞠内風連線交点）
- 終点：北海道士別市下士別（国道40号・北海道道925号武徳下士別線交点）
- 路線延長：11.2 km

## 歴史
- 1975年（昭和50年）3月31日 路線認定[1]。

## 地理

### 通過する自治体
- 上川総合振興局
  - 名寄市
  - 士別市

### 交差する道路
名寄市
- 北海道道729号朱鞠内風連線 - 風連町瑞生（起点）

士別市
- 北海道道976号西風連士別線 - 多寄町、下士別（重複）
- 国道40号 - 下士別（終点）
- 北海道道925号武徳下士別線 - 下士別（終点）